# Марон из Пичено
Марон (погиб 15 апреля 100 года, Val di Chienti) — святой мученик из Пичено. День памяти — 15 апреля.
Согласно Acta SS. Nerei et Achillei, святой Марон, живший во времена императора Домициана, был из семьи Флавиев. Также роду Флавиев принадлежала Домицилла (Domitilla), кузина императора, бывшая в семье «чёрной овцой», так как была христианкой. В детстве Домицилла была обручена с консулом Аврелианом. Св. Марон, а также его друзья, Евтихий и Викторин отговаривали девушку от такого брака. По повелению императора она была сослана на остров Понца, что позволило вырвать её из Римской христианской общины. Вместе с ней на остров отправились три товарища, которыми было велено уговорить девицу на брак с Аурелианом.
Между тем, в Риме воцарился Нерва, отличавшийся большей веротерпимостью, отчего изгнанники были возвращены в столицу. Между тем Аурелиан, бывший влиятельной персоной, добился направлению друзей на каторжные работы. Так св. Марон трудился на 130 миле Соляной дороги. Он стал священником и многих обратил ко Господу, за что впоследствии был усечён мечом.